# J'ai toujours aimé la nuit
J'ai toujours aimé la nuit (2017), ou Hypérion victimaire. Martiniquais épouvantable (2013), est un roman noir de Patrick Chamoiseau, écrit en 2012, publié en Martinique en 2013, puis republié en métropole en 2017 aux Éditions Sonatine.

## Résumé
Le roman se compose de trois actes : I Un tueur en ville, II La virée, III Châtiments.

## Personnages
- Hypérion Victimaire, ancien militaire, habité parfois par l'Archange de la démolition, parfois par celui de la refondation, souvent par aucun
  - Hortensius Capilotas, ami et voisin d'Hyperion, quimboiseur
- Éloi Éphraïm Évariste Pilon, commandant de police
  - Thérèse, son épouse, morte par excès de drogue
  - Caroline, leur fille, 17 ans, paumée
  - Maximin Lorette, médecin légiste
- Enzo Malmor, jumpie, drogué, 17 ans, dealer
  - Sidoine, mère d'Enzo
  - parrain Jilot, beau-père d'Enzo, petit truand
- Alexis Balthazar, bad boy, Colonel Gun, 17 ans
- Félicien Archibald, seconde cible
- les trois Anglais, sans doute de Sainte-Lucie (Caraïbes)
- Odette Moulianimin, vieille dévote, agressée à la sortie de la cathédrale
- Hétérogène Sisterce, major, agressé à un distributeur d'argent

## Éditions
- Hypérion victimaire. Martiniquais épouvantable, roman polar, éd. La Branche coll. « Vendredi 13 », 2013;
- J’ai toujours aimé la nuit, roman, Sonatine Éditions, 2017, 326 pages,  (ISBN 978-2-3558-4554-3), réédition à l'identique

## Accueil
Le public francophone apprécie le roman (dispositif, intrigue, langue), : cri d'alerte, descente aux enfers, à travers cette maïeutique, cet accouchement de l’âme du tueur, et le croisement de son histoire avec celle du commandant, Patrick Chamoiseau nous entraîne dans une allégorie de la Martinique, dans son histoire, son présent, et ses dérives, avec tout son talent de conteur, de maître créole de la parle, avec de rares réserves.
Bien sûr la ville et le pays même ne sont pas décrits sous leur meilleur jour : violence, trafics, pauvreté, immigration, prostitution, alcool, drogue… tout part un peu à vau-l’eau dans les vapeurs du rhum. Mais quelle beauté dans la fange, quel charme dans ce monde interlope !  Chamoiseau dresse un état des lieux passablement désespérant de l’ancienne Fort-Royal, ville fantôme, livrée à tous les trafics, quadrillée par des hordes barbares, des immigrés de la Caraïbe anglophone sans foi ni loi (les « Anglais ») ou des zombies se désaltérant avec un mélange de rhum, de bière et d’essence.